# Valeria Lucca
Valeria Alicia Lucca Gimeno (Buenos Aires, Argentina, 1 de octubre de 1983) es una ex-futbolista chilena-argentina que jugaba como defensa en Audax Italiano.

## Trayectoria
Es hija de futbolista Mario Lucca, exfutbolista argentino nacionalizado chileno.
Valeria debutó por Audax Italiano en 2008, club donde fue capitana y jugó de manera ininterrumpida hasta su retiro a fines de 2022.
Ese mismo año, recibe el premio a la trayectoria en los Premios FutFem.

## Otros trabajos
Valeria es profesora de educación física y trabaja en el colegio San Nicolás de Myra, de Las Condes. También es presidenta del área femenina del club desde la independencia de la rama femenina en 2016. También trabajó junto con Óscar Wirth en la selección femenina sub-20.

## Clubes
| Club           | País  | Año               |
| -------------- | ----- | ----------------- |
| Audax Italiano | Chile | 2016 – actualidad |